# Krasar
Krasar – wieś w Armenii, w prowincji Szirak. W 2011 roku liczyła 466 mieszkańców.